# Perissandria tibetophasma
Perissandria tibetophasma là một loài bướm đêm trong họ Noctuidae.